# Мику, Жоан
Жоа́н Мику́ (фр. Johan Micoud; род. 24 июля 1973, Канны) — французский футболист, полузащитник. Выступал за клубы «Канн», «Бордо», «Парма», «Вердер» и национальную сборную Франции.

## Карьера
Мику родился во французском городе Канны. Воспитанник местного футбольного клуба. После ухода Зинедина Зидана в «Бордо» стал играть на позиции оттянутого плеймейкера. Помог клубу выиграть французскую Лигу 2 и квалифицироваться на Кубок УЕФА 1994/1995. Спустя несколько лет Жоан повторил путь именитого одноклубника и также перешёл в «Бордо» и стал ключевым игроком чемпионского сезона 1998/1999 и помог дойти до второго группового этапа второго этапа Лиги чемпионов. Летом 2000 года уехал за границу в итальянcкую «Парму», где пробыл два сезона. 

## Достижения
«Бордо»
- Чемпионат Франции по футболу: 1998/1999
- Кубок французской лиги по футболу: 2006/2007

«Парма»
- Кубок Италии по футболу: 2001/2002

«Вердер»
- Чемпионат Германии по футболу: 2003/2004
- Кубок Германии по футболу: 2003/2004

Франция
- Чемпионат Европы по футболу: 2000